# ティラノサウルスを主題とする作品一覧
ティラノサウルスは発見された当初から、その巨大さと風貌に依り『恐竜の王』と見做された。学名ティラノサウルス・レックスも『暴虐なトカゲの王』という意味である。現在では僅かに大きいスピノサウルスなどが見つかっているものの、依然としてティラノサウルスは恐竜を扱った作品などの中で最大・最恐の脅威として描かれることが多い。

## 映画
- キング・コング（1933年）
- 最後の海底巨獣（1965年）
- 極底探険船ポーラーボーラ（1977年）
- 恐竜の惑星（1978年）
- 映画ドラえもん
  - ドラえもん のび太の恐竜（1980年） - 白亜紀のアメリカに不時着したのび太たちを襲うが、桃太郎印のきびだんごで一行になつき、クライマックスでは味方として大活躍する。
  - ドラえもん のび太と竜の騎士（1987年）
  - ドラミちゃん ハロー恐竜キッズ!!（1993年）
  - ドラえもん のび太の恐竜2006（2006年） - ドラえもん のび太の恐竜とほぼ同じ設定だが、スピノサウルスと死闘を繰り広げるシーンが追加されている。
- REX 恐竜物語（1993年）
- ジュラシック・パークシリーズ
  - ジュラシック・パーク（1993年）
  - ロスト・ワールド/ジュラシック・パーク（1997年）
  - ジュラシック・ワールド（2015年）
- アイス・エイジ3/ティラノのおとしもの（2009年）
- マーシャル博士の恐竜ランド（2009年）
- おまえうまそうだなシリーズ
  - おまえ うまそうだな（2010年）
  - あなたをずっとあいしてる（2015年）
  - さよなら、ティラノ（2021年）
- アーロと少年（2015年）

## テレビ番組

### ドラマ
- 円谷恐竜三部作
  - 恐竜探険隊ボーンフリー（1976 - 1977年）
  - 恐竜大戦争アイゼンボーグ（1977 - 1978年） - 恐竜帝王ウルルとして登場。
  - 恐竜戦隊コセイドン（1978 - 1979年）
- スーパー戦隊シリーズ
  - 恐竜戦隊ジュウレンジャー（1992 - 1993年） -ティラノレンジャーのパートナーである守護獣ティラノザウルスとして登場。
  - 未来戦隊タイムレンジャー（2000 - 2001年） -タイムファイヤーが使用するティラノサウルス型生体自律ロボのブイレックスが登場する。
  - 爆竜戦隊アバレンジャー（2003 - 2004年） -アバレッドのパートナーである爆竜ティラノサウルスとして登場。
  - 炎神戦隊ゴーオンジャー（2008 - 2009年） - ティラインがティラノサウルスと新幹線をモチーフとしている。
  - 天装戦隊ゴセイジャー（2010 - 2011年） -ティラノヘッダーのモチーフになっている。
  - 海賊戦隊ゴーカイジャー（2011 - 2012年） -第18話からゴーカイシルバー専用メカであるドリルタンク型メカの豪獣ドリルから変形したティラノサウルス型ロボットの豪獣レックスが登場する。
  - 獣電戦隊キョウリュウジャー（2013 - 2014年） -キョウリュウレッドのパートナーである獣電竜ガブティラとして登場。
  - 騎士竜戦隊リュウソウジャー（2019 - 2020年） -リュウソウレッドのパートナーである騎士竜ティラミーゴとして登場。
  - 機界戦隊ゼンカイジャー（2021 - 2022年） -ゼンカイジュランが機界変形した姿であるジュランティラノとして登場。
- バーニー&フレンズ（1992 - 2010年）
- 仮面ライダーシリーズ
  - 仮面ライダーキバ（2008 - 2009年） - 仮面ライダーイクサが使用する専用ビークルのパワードイクサーがティラノサウルスと巨大重機をモチーフとしている。
  - 仮面ライダーW（2009年、第1・2話） - ティーレックス・ドーパントというティラノサウルスの頭部をモチーフにした異形の怪人が登場する。また周りの物質を吸収することで完全にティラノサウルスの形態に変身できる。
  - 仮面ライダーオーズ/OOO（2011年、第32話以降） - 「プテラ」「トリケラ」「ティラノ」の恐竜系メダル（「恐竜」系となっているがモチーフは恐竜に限らず、その他の絶滅種およびユニコーンなどの想像上の動物、即ち本来現世には「存在しない」生物全てが該当する）で変身し、凄まじい冷気を操る力と極めて高い能力を持つコンボプトティラコンボが登場する。
  - 仮面ライダーリバイス（2021 - 2022年） - 仮面ライダーとしては主役ライダーである仮面ライダーリバイと仮面ライダーバイスの基本形態であるレックスゲノムや強化形態であるバリッドレックスゲノムとボルケーノレックスゲノムと仮面ライダーリバイス、最強形態であるアルティメットリバイとアルティメットバイス、劇場版『バトルファミリア』限定形態である仮面ライダー五十嵐、ファイナルステージ限定形態である仮面ライダーリバイス・真がいる。その他には怪人であるがレックス・デッドマンがいる。
- プライミーバル（2011年、第5章第5話「終焉のはじまり」）

### アニメ
- トランスフォーマーシリーズ
  - 戦え!超ロボット生命体トランスフォーマー（1984 - 1986年） - 主人公側のグループの一つであるダイノボットのリーダー、グリムロックがティラノサウルスに変形する。
  - トランスフォーマーV（1989年） -  悪役側のグループの一つである恐竜戦隊のリーダー、ゴウリュウのパートナーはサイボーグ化されたティラノサウルスである。
  - ビーストウォーズ 超生命体トランスフォーマー（1997 - 1998年） - 悪役側のボスであるメガトロンがティラノサウルスに変身する。
  - トランスフォーマー/ロストエイジ（2014年） - ダイノボットの一員であるグリムロックのモチーフになっている。
- 勇者シリーズ
  - 勇者エクスカイザー（1990 - 1991年） - 宇宙海賊ガイスターのボスであるダイノガイストがティラノサウルス、巨大戦闘機、ロボットへと三段変形する。
  - 勇者特急マイトガイン（1993 - 1994年） - 登場人物のダイノボンバーのモチーフになっている。
- 恐竜惑星（1993 - 1994年） - ティラノサウルスの女王はスー(FMNH PR2081)がモチーフ。
- 熱血最強ゴウザウラー（1993 - 1994年） -白金太郎が恐竜時代から持ち帰ったメカ、マグナザウラーのモチーフ。変形してマグナティラノになる。
- 遊☆戯☆王デュエルモンスターズGX（2004 - 2008年） - 登場人物のティラノ剣山がティラノサウルスをモチーフとしたモンスターカードを使用する。
- ディノブレイカー（2005年）
- 古代王者 恐竜キング Dキッズ・アドベンチャー（2007 - 2008年）
- 最強王図鑑 The Ultimate Battles(2024年～)　二つ名は「究極の進化を遂げた恐竜王」。
- 冒険大陸アニアキングダム(2023年~)　恐竜たちのボスであるダーク・フレイムと、その弟アイアン・ブレイズが登場する。

### ドキュメンタリー
- ウォーキングwithダイナソー〜驚異の恐竜王国（1999年、第6回）
- 恐竜再生（2001年） - 群れで狩りをする恐竜として登場。当時の最新研究を元に若い個体が俊足を活かす様子が描写された。
- 肉食恐竜の真実（2005年、第1回）
- プレヒストリック・パーク 〜絶滅動物を救え!〜（2006年、第1回）
- 恐竜vsほ乳類（2006年、第2回）
- 蘇る恐竜の時代（2011年、第4回）
- 完全解剖 ティラノサウルス〜最強恐竜 進化の謎〜（2016年）

## 漫画
- 原始少年リュウ（1971 - 1972年）
- 恐竜大紀行（1988 - 1989年）
- 14歳（1990 - 1995年） -チラノサウルスの名称。人間の先祖という設定。
- 武者武者道中 ティラの介（2003 - 2004年）
- 暴君ティラノさん（2004 - 2005年）
- AL（2010年）
- DINO2（2013年、一部エピソード）
- ティラーラちゃんは肉食系!（2017年）
- ティラとケラ（2020年）

## 玩具・ゲーム
- ゾイド（1982年 - ） - ヘリック共和国のゴジュラス、ゴッドカイザー、キングゴジュラス、さらにゼネバス帝国のデスザウラーがモチーフにしている。ただし、当時は尻尾を引きずった直立体型のものが多かった。1999年以降のシリーズではガイロス帝国のジェノザウラー、ジェノブレイカー、バーサークフューラーの他、ヘリック共和国の凱龍輝やバイオゾイドの一種であるバイオティラノのモチーフになっており、この時代では現在の考証に基づいた水平に近い体型に統一されている。
- SDガンダム外伝 聖機兵物語（1992年） - 恐竜ティラノザクのモチーフになっている。
- デジタルモンスター（1997年 - ） - ティラノモンのモチーフになっている。本種がウィルスに感染したダークティラノモン、メタルティラノモンといった亜種も存在する。またデジモンクロスウォーズではブルーフレアの蒼沼キリハの使役するブルーフレア所属のグレイモンがティラノサウルス型という設定となっており、仲間であるメイルバードラモンとデジクロスすることにより、メタルグレイモンとなる。ただし、クロスウォーズ版を除いた個体は具体的にどの恐竜をモデルにしているのかは不明である。
- メダロット（1997年 - ）　-アタックティラノ等のモチーフになっている。モチーフらしく格闘戦を得意としている。
- ダイノゾーン（1998年）
- ディノクライシス（1999 - 2003年）
- ムゲンバインシリーズ
  - マシンロボ ムゲンバイン（2004年） - ロケットから変形し、強大なパワーを持つティラノサウルス型ムゲンバインのギャラクシーレックスが登場する。トリケラトプス型のヒートトリケラと合体することにより超大型合体ロボのムゲンダイナーダブル、ブラキオサウルス型のムゲンブラキオダブルとなり、 てれびくんの記事のみの紹介では合体マシンモード、ムゲンエクスプレスダブルにも合体変形することもできる。
  - ムゲンバインビルド合体（2007年 - ） - パワーショベルタイプのマシンモードからティラノサウルスタイプのダイノモードに、さらに武者モチーフのロボモードに変形するビルドロイドのパワフルティラノが登場する。
- モンスターハンター（2004年 - ） - 飛竜種のティガレックスがティラノサウルスの頭部を持ち、モチーフとなっており、ティラノサウルスと同じく竜盤目に属している。また獣竜種に属するイビルジョーもティラノサウルスに酷似した外見を持つ。
- 古代王者恐竜キング（2005 - 2010年）
- ダイノキングバトル（2005年 - ）
- ぼくらはカセキホリダー（2008年 - ） - リバイバー（戦うために復活した恐竜）として登場。さらに強化型のドッカンティラノがストーリー上の重要アイテムとして登場。
- ポケットモンスター（2013年） - チゴラス・ガチゴラスのモチーフになっている。

## その他
- ダイノトピア
- 失われた世界
- スーパーマリオオデッセイ
- DINO A LIVE 全長8.0mの若年個体及び全長13mのスリーピングティラノが実装されている。